# Wang Chong
En aquest nom xinès, el cognom és Wang.
Wang Chong (xinès tradicional: 王充, xinès simplificat: 王充, pinyin: 'Wáng Chōng', Wade-Giles: Wang Ch'ung, Wade-Giles Wang Ch'ung) (27-100) va ser un filòsof xinès del materialisme antic. Va rebutjar les creences tradicionals de la seva època, que incloïen la presència d'esperits i forces ocultes, per basar la seva doctrina en el racionalisme i el mecanicisme, insistint que tot té una causa explicable i que solament després de descartar-les totes es pot atribuir un fenomen a la divinitat. El seu treball principal va ser el Lùnhéng (論衡, "Assaigs crítics"). Per intentar explicar alguns fets que el seu poble atribuïa a llegendes, va estudiar meteorologia i astronomia, fent aportacions d'interès per explicar el cicle hidrològic. Les seves idees van ser rebudes amb una forta polèmica pels seus coetanis i, decebut, va optar per un exili parcial.